# Кнебель, Иоганнес
Иоганнес Кнебель, или Ганс Кнебель (нем. Johannes Knebel, или Hans Knebel, лат. Johannis Knebel; 1413 или 1415, Базель — между маем и июлем 1481 или 1483, там же) — швейцарский священник, нотариус и хронист из Базеля, автор «Дневника» (лат. Diarium, нем. Tagebuch), один из летописцев Бургундских войн (1474—1477).

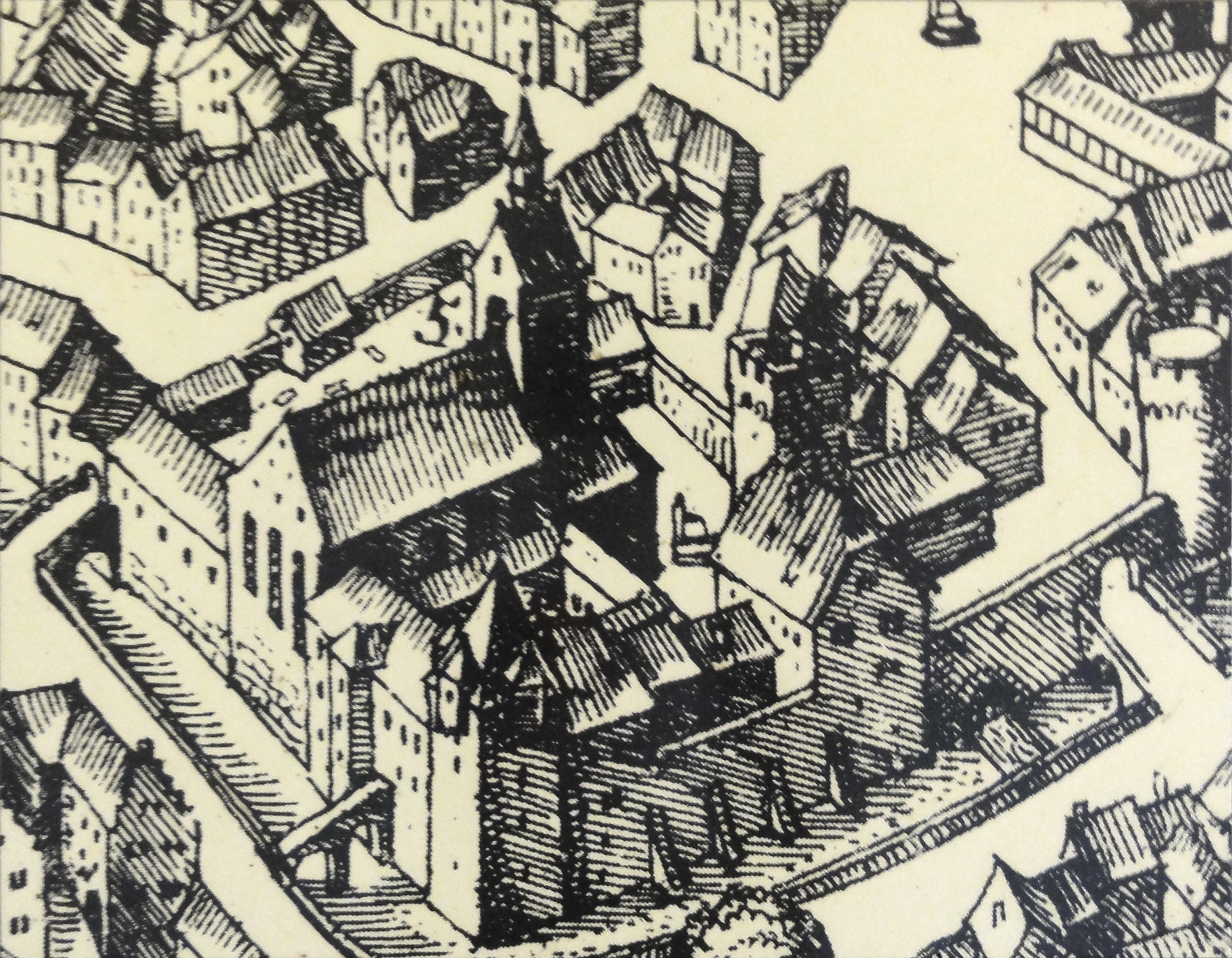
Кафедральный собор Базеля на плане города, составленном в 1615 году Маттеусом Мерианом (старшим)

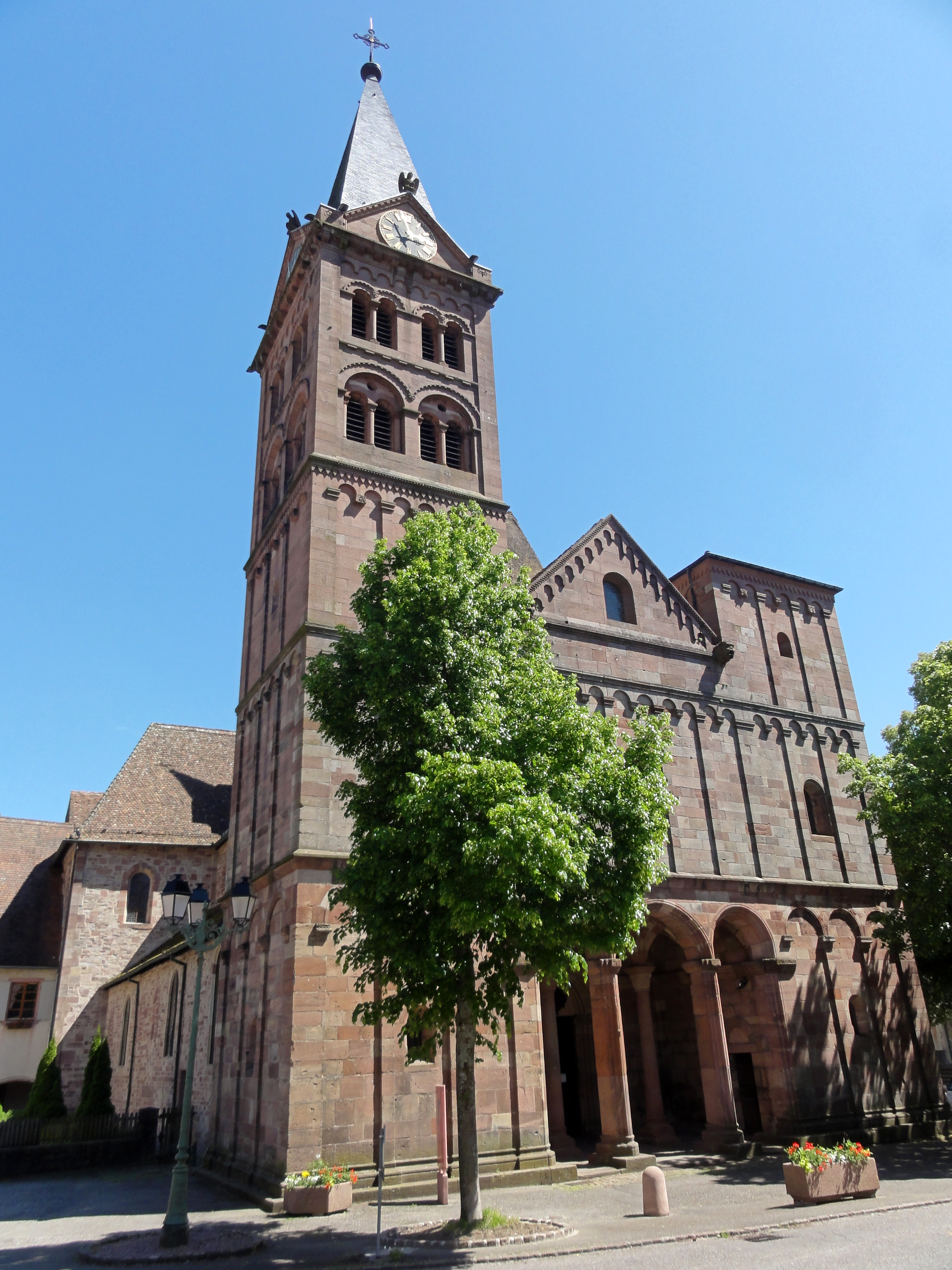
Коллегиальная церковь Св. Михаила в Лотенбаке (XII в.)

## Биография
Родился около 1413 или 1415 года в Базеле в семье зажиточных горожан. Его отец Конрад Кнебель, почётный гражданин, долгие годы представлял в городском совете местную гильдию ткачей. С 1432 года учился в Эрфуртском университете, откуда в 1434 году перевёлся в университет Гейдельберга, где в 1435 году получил степень магистра искусств (лат. magister artium).
В 1441 году был рукоположён в священнический сан в Базеле, и c 1442 года был капелланом пробста Базельского собора Георга фон Андлау (ум. 1466). Впоследствии сделался соборным капелланом, поднявшись до должности assisus chori, то есть одного из четырёх высших. С 1443 года был также каноником коллегиальной церкви в Лотенбаке (Эльзас), 12 июля 1447 года стал настоятелем капеллы Св. Катерины, а с 1468 года был капелланом в Мюнстере.
С 1454 года служил также императорским нотариусом, а в 1460 году получил должность нотариуса основанного годом ранее Базельского университета, первым ректором которого являлся Георг фон Андлау. Являлся близким другом родственника последнего, известного юриста, специалиста по имперскому, римскому и каноническому праву Петера фон Андлау, ставшего в 1460 году профессором университета в Базеле, затем его проректором, а с 1471 года ректором.
В конце 1470-х годов ушёл на покой, сохранив должность каноника, и занялся литературными трудами. Умер в Базеле между маем и июлем 1481-го или 1483 года, и был похоронен в местном кафедральном соборе.

## Сочинения
Составил на латыни трёхтомную хронику текущих событий, названную им «Дневником» (лат. Diarium). Первая его книга, содержавшая записи начиная с 1462 года, была утеряна ещё в старину. Два сохранившихся тома охватывают 1473—1479 годы: второй с сентября 1473 года по июнь 1476 года, третий с июня 1476 года по июль 1479 года.
Богатство, живость и непосредственность этих подробных записей, содержащих немало копий исторических документов и выдержек из них, а в приложениях важные сводки и отчёты, позволяют считать их важным источником информации о жизни в городе Базель во время Бургундских войн и политики Базельского княжества-епископства. Авторами некоторых из комментариев, возможно, являлись образованные современники автора, в том числе из его университетского окружения.
Описываются, в частности, пребывание императора Фридриха III в Базеле и его последовавшие переговоры с герцогом Бургундии Карлом Смелым на княжеском съезде в Трире (сентябрь—ноябрь 1473 г.), заключение Фридрихом военного союза с Швейцарской конфедерацией в Констанце (1474), осада Нойса бургундскими войсками (1474—1475), сражения при Эрикуре (1474), при Планте (1475), при Грансоне (март 1476 г.), при Муртене (июнь 1476 г.) и при Нанси (январь 1477 г.), опустошение бургундцами Лотарингии и борьба с ними её герцога Рене II в союзе со швейцарцами, судебный процесс и казнь за военные преступления одиозного военачальника эльзасского рыцаря Петера фон Хагенбаха (апрель—май 1474 г.), раздел бургундского наследства между Священной Римской империей и Французским королевством, церковная политика и дипломатия епископа Базеля Иоганна фон Веннингена (1458—1478) и др. Ценными подробностями являются сведения о численности наёмных отрядов, сформированных городами-членами Швейцарского союза для войны с Бургундией, а также о суммах их денежных вкладов. Приводятся точные цифры людских и финансовых потерь, вплоть до указания количества израсходованных при артиллерийских обстрелах ядер и пороха. Сообщается о присоединении после Муртенской победы к антибургундской коалиции 72 городов Ганзейского союза, а также Фландрии, Голландии, Зеландии, Фрисландии, Брабанта и Гелдерна.
Помимо обстоятельности и фактологической точности в освещении событий, дневник безо всяких прикрас передаёт настроения торгово-ремесленных слоёв городских центров Швейцарии, а также церковной и светской знати империи. При этом оценки конкретных исторических лиц, особенно бургундского герцога Карла, лишены какой-либо объективности. Не принимая личного участия в военных кампаниях, автор пользовался разнообразной информацией, в том числе документами городских и церковных архивов, а также письмами и устными свидетельствами очевидцев, что не исключает необходимости привлечения независимых источников для проверки отдельных его сообщений. Безоговорочно осуждая бургундскую экспансию и беззастенчиво называя Карла Смелого «антихристом», Кнебель не удерживается порой от критики действий конфедератов, видя в них, однако, единственных гарантов независимости родного Базеля, вошедшего в состав Швейцарского союза лишь в 1501 году.
Материалы «Дневника» Кнебеля активно использовал в качестве источника его друг базельский хронист Никлаус Руш (1433—1506), автор обстоятельного «Описания Бургундской войны» (нем. Beschreibung der Burgunderkriege).
«Дневник» Иоганнеса Кнебеля сохранился в двух рукописях конца XV века из университетской библиотеки Базеля, Universitätsbibliothek, A λ II 3a и Universitätsbibliothek, A λ II 4a, причём вторая из них является автографической. Комментированное научное издание его в двух томах было подготовлено в 1880—1887 годах профессором Августом Бернулли во 2—3 томах свода «Базельских хроник», выпускавшегося под редакцией историков Вильгельма Фишера и Хайнриха Бооса для «Общества истории и древностей Базеля».

## Издания
- Johannis Knebel capellani ecclesiae Basiliensis. Diarium. September 1473 — Juli 1479 // Basler Chroniken, herausgegeben von Wilhelm Vischer und Heinrich Boos. — Band 2—3. — Leipzig: S. Hirzel, 1880—1887.